# Bóc lá bắp cải
Bóc lá bắp cải hay chiến lược Bắp cải (tiếng Trung: 卷心菜 策略; Anh ngữ: "cabbage strategy") là một sách lược chính trị của Trung Quốc được sử dụng trong tranh chấp lãnh hải với các quốc gia láng giềng. Chiến lược này được xem là một phần của một chiến lược lớn hơn là Tằm ăn dâu. Tên chiến lược này đặt bởi Thiếu tướng quân đội Trung Quốc là Trương Chiêu Trung (张召忠) vào tháng 5 năm 2012 sau tranh chấp bãi cạn Scarborough.

## Mô tả chiến lược
Việc bành trướng lãnh hải của Trung Quốc được tiến hành thông qua các lực lượng dân sự và quân sự được tổ chức theo nhiều lớp. Chiến lược này bóc "vỏ bắp cải" từng lớp một, thực hiện 3 bước mở rộng và phản ứng khi có xung đột:
1. đưa tàu đánh cá đến một khu vực biển:[3] sự tham gia của hàng chục ngàn tàu cá và ngư dân Trung Quốc cũng thúc đẩy sự ủng hộ trong dân chúng nước này đối với chính phủ của họ.[6]
2. tiếp theo là tàu hải giám:[3] việc sử dụng lực lượng hải cảnh sẽ ít căng thẳng hơn.
3. và cuối cùng là tàu chiến.[3]

Chiến lược này kết hợp tuyên bố chủ quyền và tiến hành xua đuổi tàu thuyền của nước ngoài, ngăn chặn tiếp cận vùng lãnh hải theo tuyên bố của Trung Quốc.